# Sarrusofon

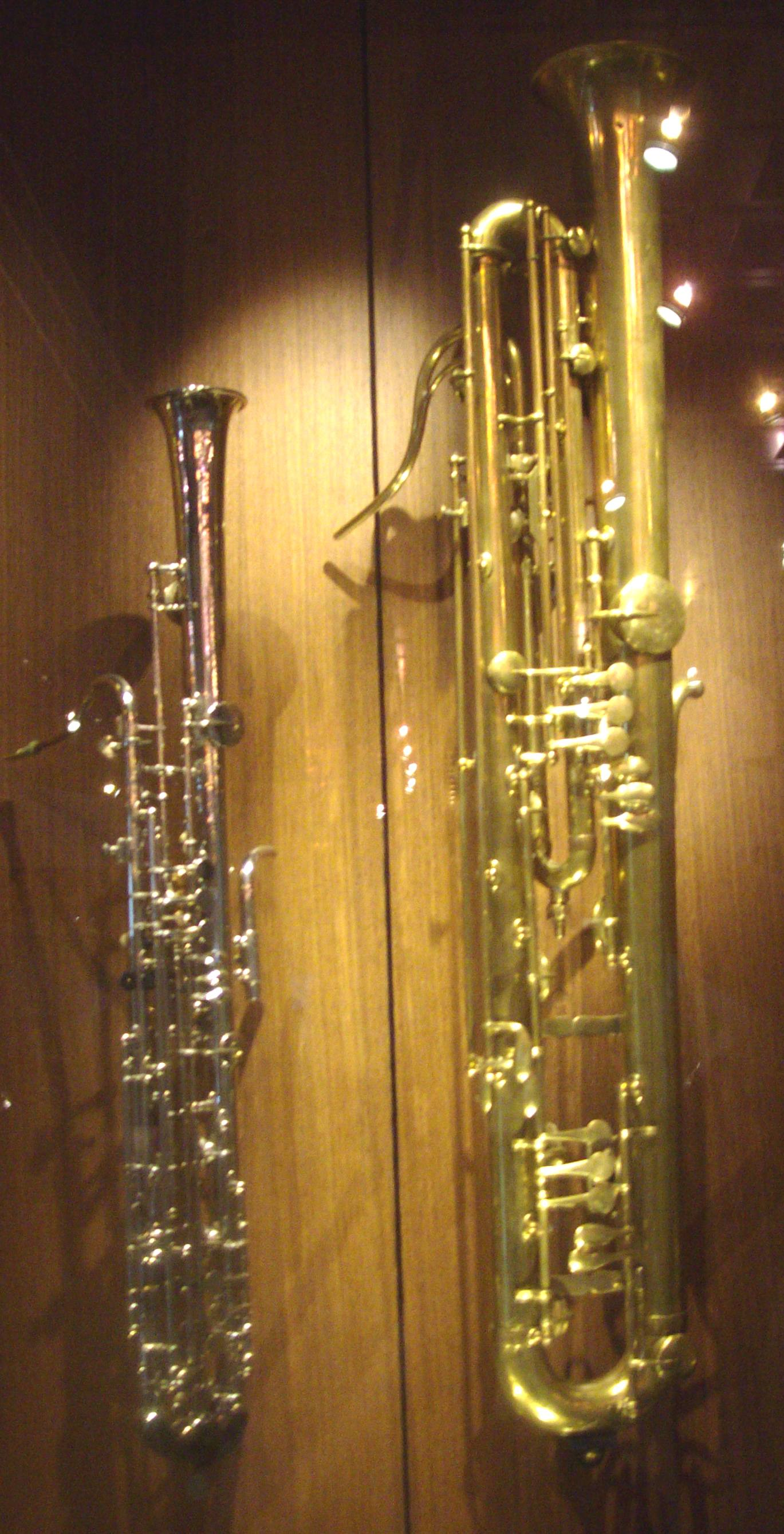
Tenorový a kontrabasový sarrusofon ze sbírek muzea hudebních nástrojů v Bruselu

Sarrusofon patří do kategorie transponujících dechových nástrojů. V roce 1856 jej vynalezl a začal vyrábět Pierre-Louis Gautrot, název dostal po francouzském kapelníkovi Pierru-Augustu Sarrusovi (1813–1876), kterému se připisuje technický návrh nástroje (není však známo, zda mu to vyneslo finanční ocenění). Původním záměrem bylo nahradit hoboj a fagot v dechových orchestrech, protože tyto nástroje postrádaly dostatečný akustický výkon, zejména při hraní v otevřeném prostoru.

## Typy sarrusofonů a jejich tónové rozsahy
Sarrusofony se vyráběly v následujících provedeních s příslušnými tónovými rozsahy:
- Es Sopraninový sarrusofon B–G (znějící D♭–B)
- B Sopránový sarrusofon B–G (znějící A♭–F)
- Es Altový sarrusofon B–G (znějící D♭–B)
- B Tenorový sarrusofon B–G (znějící A♭–F)
- Es Barytonový sarrusofon B–G (znějící D♭–B)
- B Basový sarrusofon B–G (znějící A♭–F)
- kontra Es Kontrabasový sarrusofon B–G (znějící D♭–B)
- kontra C Kontrabasový sarrusofon B–G (znějící B–G)
- kontra B Kontrabasový sarrusofon B–G (znějící A♭–F)

Jak je patrno, netransponovaný rozsah sarrusofonů je stejný jako u saxofonu. Běžný psaný rozsah saxofonů je B♭-F. Nejvyšším tónem původního Gautrotova návrhu bylo vysoké f3, pozdější tabulky prstokladů však dokládají rozsah až do g3. Po roce 1868 sám Gautrot vydal tabulku prstokladů, která dokládala tóny ještě vyšší – nástroje z té doby měly tedy tónový rozsah celé tři oktávy.

## Konstrukce nástroje
Všechny typy sarrusofonů jsou zhotoveny z kovu (z mosazi) a mají kónickou menzuru. Basové a kontrabasové sarrusofony svým tvarem připomínají starý nástroj zvaný ofiklejda. Všechny typy sarrusofonů byly původně navrženy pro hru s dvouplátkovým strojkem, podobně jako hoboje, anglický rohy a fagoty. Později se začala vyrábět i hubice pro jednoduché plátky připomínající hubici soprán saxofonu a alt saxofonu. Není známo, zda jednoplátkové hubice byly k dispozici pro všechny typy nástroje. Nejběžněji se používaly pro kontrabasový sarrusofon laděný v E♭. Na hluboké nástroje lze teoreticky hrát i pomocí nátrubku některého žesťového nástroje.
Prstoklad sarrusofonu je velmi podobný jako u saxofonu. Vynálezce saxofonu, Belgičan Adolphe Sax, díky tomu podal na Gautrota žalobu za zneužití patentu na saxofon. Sax soudní při prohrál, protože porota shledala zvuk obou nástrojů natolik rozdílný, že jejich technické podobnosti nepřikládala žádný důraz. Protože však sarrusofon nikdy nezaznamenal tak masové rozšíření jako saxofon, výrobci se přestali jeho technickým vývojem dále zabývat. Mechaniku sarrusofonu můžeme obecně charakterizovat následujícími body:
- Neautomatické oktávové (rejstříkové) klapky (při hře je tedy třeba „standardně“ vytvořit vrchní část rejstříku – čtvrtého v celkovém rozsahu nástroje). Sopraninové až basové sarrusofony jsou vybaveny dvěma oktávovými klapkami, kontrabasové (a snad i některé basové) nástroje třemi. Třetí oktávová klapka se používá pro hraní tónů D a E♭ nacházejících se nad oktávovým předělem.
- Nástroj není vybaven trylkovými klapkami G♯, B a F♯ ani pomocnými klapkami jako saxofon. Nosné osy horní a dolní sekce klapek nejsou vzájemně propojeny. Zajímavé však je, že se později u sarrusofonů staly standardem trylkové klapky pro tóny B a C, podobné jako u saxonu.
- Tón dolní B se u sarrusofonu hraje palcem levé ruky (u saxofonu malíkem levé ruky).
- Klapka pro rychlý sled tónů C-D. Tuto klapku lze rovněž použít pro hru tónu d3, které se jinak může hrát pomocí klapky pro d3 ovládané dolní části ukazováku. Umístění této klapky se však může lišit podle výrobce.
- Nástroj není vybaven speciálními klapkami pro nejvyšší tóny. S pomocí neautomatických rejstříkových (oktávových) klapek se však snadno hrají tóny třetí harmonické řady, takže zvláštní klapky pro tóny z tohoto rejstříku již nejsou zapotřebí. Také poměrně úzká menzura sarrusofonu napomáhá snadnému tvoření těchto tónů.

Válečkové spojení klapek tónů E♭ a C u starších nástrojů se používalo častěji než u klapek g♯, C♯ a B. Některé nástroje zhotovené společností Buffet na počátku 20. století měly částečně spřaženou klapku pro tón g♯, takže trylek mezi tóny g a g♯ bylo možné hrát s použitím pomocné klapky pro pravou ruku. Také saxofony z tohoto období měly podobnou mechaniku. Klapky tónů g♯ a C♯ či B nebyly spřaženy, což dokládá tehdejší stav vývoje saxofonu.

## Využití sarrusofonů

### Vážná hudba
Sarrusofony se ve vážné hudbě vyskytovaly jen zřídka. Koncem 20. století se však těšily jisté oblibě kontrabasové sarrusofony laděné v E♭ a C, přičemž druhý typ nahrazoval kontrafagot díky stejnému ladění (francouzský model dílny Buffet, vyrobený podle vzoru německého modelu, byl představen roku 1906). Tento nástroj použil ve svých hudebních dílech Maurice Ravel – předehra písňového cyklu Šeherezáda (1898), Španělská rapsodie (1907) a Španělská hodina (1907–09) a Arrigo Boito – opera Nerone (1924). Také Igor Stravinskij zahrnul do partitury svého díla Nářky proroka Jeremiáše (Threni) part pro kontrabasový sarrusofon. Skladatel Paul Dukas použil kontrabasový sarrusofon v díle Čarodějův učeň (L'Apprenti sorcier) (1897), aby umocnil okamžik, ve kterém nastupují fagoty na motiv tance smrti (tato melodie se později proslavila díky animovanému filmu Fantasia Walta Disneyho). Dnes se tyto party hrají na kontrafagot. Tam kde se hovoří o sarrusofonu, obvykle se míní kontrabasový nástroj laděný v E♭, který je ze všech typů nejrozšířenější. Je však třeba poznamenat, že i kontrabasový sarrusofon laděný v C se vzácně osazoval v orchestrálních dílech. Tyto vzácné nástroje byly zřejmě majetkem orchestrů, pro které byly zhotoveny na zakázku. Nástroje laděné v C mají stejný tónový rozsah jako kontrafagoty, zatímco nástroje ladění v E♭, ač mají stejný psaný rozsah jako nástroje v C, znějí o malou tercii výš.
Kontrabasový sarrusofon laděný v E♭ se někdy používal jako náhrada kontrabasového saxofonu ve stejném ladění, jehož velké rozměry představovaly neřešitelnou překážku v určitých situacích, například při hře za pochodu.
Kontrabasový sarrusofon laděný v B♭ ještě donedávna představoval nejhlubší sériově vyráběný plátkový nástroj, než jej o toto prvenství připravil kontrabasový sarrusofon laděný v A, znějící ještě o půltón níže. Nedávno však německý nástrojař Benedikt Eppelsheim představil nástroj zvaný „Tubax“ laděný v B, který současně představuje největší a nejhlubší saxofon na světě a který je rovněž vybaven klapkou pro tón kontra A.
V padesátých až osmdesátých letech nabízela francouzská dílna G. Leblanc oktokontraaltové a oktokontrabasové klarinety (laděné E♭ resp. B), které údajně mohly zahrát ještě hlubší tóny než kontrabasový sarrusofon laděný v A. Přes velkou publicitu, které se těmto nástrojům dostalo prostřednictvím časopisů o hudebních nástrojích a v diskusních fórech, nebyla nikdy zahájena jejich sériová výroba. Tyto klarinety patří spíše k ukázkám návrhářské dovednosti nebo mezi kuriozity (přestože nástroje laděné v E♭ by byly našly uplatnění, byly zhotoveny pouze tři kusy). Kontrabasových sarrusofonů laděných v B♭ bylo vyrobeno jen málo, nástroje laděné v E♭ byly díky menším rozměrům přenosnější, a tím i praktičtější.
V orchestrální tvorbě našel sarrusofon následující využití: Percy Grainger napsal part pro kontrabasový sarrusofon laděný E♭ v původní partituře dětského pochodu „Over the Hills and Far Away“. Italské orchestry běžně používaly ve 20. století sarrusofony tenorové (B♭), barytonové (E♭), basové (B) a rovněž kontrabasové (E♭). Ukazuje se, že výše znějící nástroje nedosahovaly zdaleka takové obliby jako níže znějící. Nesmírně vzácný je sopraninový sarrusofon laděný v E♭, vzdálený příbuzný sopraninového hoboje laděném většinou v E♭ (ale i v E nebo F). Sarrusofony se v orchestrální hudbě používaly nejvíce ve Francii, v Itálii a ve Španělsku. Během 1. světové války nebo po jejím skončení si příslušníci americké armády všimli sarrusofonů, na které se hrálo ve francouzských vojenských orchestrech, a v roce 1921 pověřili nástrojařskou společnost Conn výrobou kontrabasových sarrusofonů laděných v E♭ určených pro posádkové orchestry armády USA. Původní objednávka armády zněla na 148 nástrojů, ale společnost Conn je nabízela k prodeji i do veřejného sektoru. Přesto se však přestaly v 30. letech vyrábět; poslední známý kus byl vyroben roku 1936. Od roku 1921 začal používat Connův sarrusofon orchestr, který vedl John Philip Sousa. V Německu byl sarrusofon téměř neznámý (ačkoliv Heckel sestavil roku 1930 katalog hudebních nástrojů, ze kterého bylo možné sarrusofony objednat), v Anglii bylo jeho použití také jen velmi sporadické. Když si Sir Thomas Beecham roku 1908 vyžádal provedení díla Apollón a námořník britského skladatele Josepha Charlese Holbrookea, ve kterém byly psány party pro různé typy sarrusofonů, museli být pozváni hudebníci z Francie. Skladatel Paderewski použil ve své Symphony in B Minor (zvané „Polonia“) party pro tři kontrabasové sarrusofony laděné v E♭.
Frank Zappa použil kontrabasový sarrusofon laděný v E♭ v partiturách svých prací „Think It Over“, „Big Swifty“, „Ulterior Motive“, „The Adventures of Greggery Peccary“, „For Calvin“, „Waka/Jawaka“ a dalších. Tyto skladby jsou nahrány v Zappových albech „Waka/Jawaka“, „The Grand Wazoo“ a „Zappa/Wazoo“. Sarrusofonové party nahrál Earl Dummler.

### Jazz
Velmi zvláštním způsobem použil v jazzové hudbě sarrusofon Clarence Williams roku 1924 ve skladbě „Mandy, Make Up Your Mind“, ve které hrál sarrusofonový part sopránsaxofonový a klarinetový virtuos Sidney Bechet. Panují dohady, zda byl tento part nahrán na nástroj s jednoplátkovou hubicí; Bechet nebyl totiž na dvouplátkový strojek (nejčastěji používaný s kontrabasovýn sarrusofonem) zvyklý. Později Bechet dokonce tvrdil, že na sarrusofon nikdy nehrál.
Americký jazzman Gerald Oshita (působící v oblasti Chicaga a San Francisca spolu se saxofonistou Roscoe Mitchellem) používal v sedmdesátých a osmdesátých letech kontrabasový sarrusofon značky Conn laděný v E♭ ve své avantgardní hudbě. V letech 1990 až 2006 používali sarrusofon také saxofonisté Scott Robinson, Lenny Pickett, James Carter a Paul Winter.

## Současnost
Dnes se sarrusofon používá jen výjimečně, většinou pro účely experimentální hudby. Ve Spojených státech však poslední dobou zájem o tento nástroj prudce vzrůstá a v různých orchestrech na něj hraje řada amatérských hráčů (většinou na kontrabasový sarrusofon laděný v E♭). Bruce Broughton využil kontrabasový sarrusofon v hudbě k filmu Tombstone.
Zvuk sarrusofonu je méně jasný než u saxofonu a zní poněkud bučivě. Zasvěcení hudebnící z žertu tvrdí, že sarrusofon má „průmyslový“ či „neopracovaný“ zvuk. V současnosti lze nové sarrusofony koupit u italské nástrojařské společnosti Orsi Instrument Company. Nejběžnějšími sarrusofony v historii představovaly nástroje z dílen Orsi, Rampone (později Rampone & Cazzani), Buffet (ve vlastnictví společnosti Evette & Schaeffer), Conn (pouze kontrabasové sarrusofony laděné v E♭), Gautrot a Couesnon (Gautrotův následník).
Ke skutečnosti, že se sarrusofon nestal běžnou součástí dechových orchestrů, zřejmě přispěl jeho drsný zvuk a potřeba dvouplátkových strojků. Třebaže původním záměrem nástrojařů bylo nahradit sarrusofonem hoboje a fagoty, podle tvrzení známého dirigenta Edwina Franka Goldmana a varhaníka Anthonyho Bainese jejich zvukové vlastnosti nemohou hoboje ani fagoty v žádném případě nahradit, zejména v dechových orchestrech používajících transponované ladění.
Orchestry pociťovaly potřebu dechového nástroje s rozsahem kontrabasu již od 19. století. Na přelomu 19. a 20. se nástrojaři jako Sax, Buffet, Besson a další občas pokusili nějaký hluboce znějící dechový nástroj zkonstruovat, např. kontrabasový klarinet laděný v E♭ nebo B. Počátkem 30. let na podnět Amerického sdružení orchestrů vyrobila francouzská nástrojařská společnost Selmer kontrabasový klarinet laděný v E♭ (oblíbené kontrabasové modely z francouzské dílny Leblanc se začaly sériově vyrábět až koncem 40. let, třebaže jejich vývoj proběhl již dříve). Má se za to, že zvuková vyrovnanost a kvalita těchto nástrojů přispěla k poklesu zájmu o sarrusofony.